# Ludovico Abenavoli

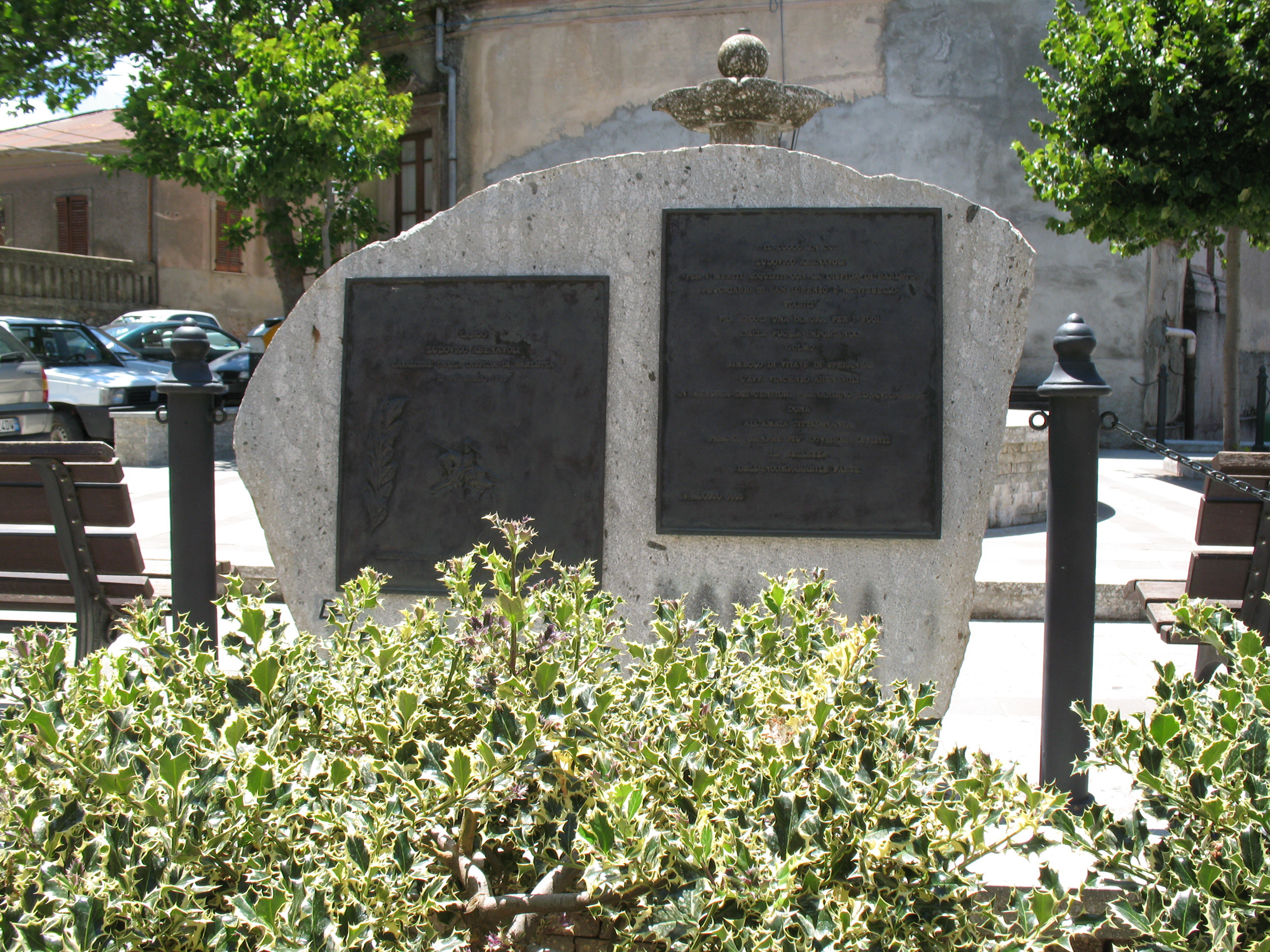
Monumento dedicato a Ludovico Abenavoli presso l'omonima piazza di San Lorenzo

Ludovico Abenavoli, o Abenavolo, (il Guicciardini nella sua Storia d'Italia lo menziona come Ludovico Aminale da Terni) (Teano, 1470 circa – prima del 1535 ), è stato uno dei partecipanti alla celeberrima disfida di Barletta del 1503.

## Biografia
Di famiglia originaria normanna, discesa da uno dei 12 Cavalieri che fondarono la città di Aversa, gli Abenavolo ebbero signoria di molti feudi, alleanze illustri e godettero nobiltà in Teano e in Capua.
Ludovico era primogenito di Troilo, generale degli Aragonesi, e di Caterina Caracciolo. Ebbe l'onore di essere scelto fra i vari contendenti (tredici in tutto) che in seguito si batterono nella Disfida di Barletta. Nella lotta si distinse insieme a Ettore Fieramosca riuscendo a travolgere fino a far indietreggiare e ritirare dal campo due cavalieri francesi.
In seguito comprò, nel 1514, il feudo della dogana e dello scannaggio e la terra di Pietramelara a Teano. Nel 1516, espanse ancora il suo territorio con Marzanello, riuscendo poi a diventare sindaco (all'epoca erano in tre a svolgere tali funzioni) dell'Università di Teano.
Condottiero e cavaliere al servizio del Re Cattolico, combatté in Puglia contro i Francesi al servizio di Ferdinando II d'Aragona, dal quale ebbe concessioni della terre di Pentedattilo, di Tricase, di Montebello Jonico, di San Lucido in Calabria, fu Signore di Pietramelara in Terra di Lavoro. Fu tra i cavalieri che nel 1503 vennero scelti per la disfida di Barletta. Ebbe in feudo Teano e appannaggi di dogana.
Sposò Maddalena del Tufo sorella di Iacopo primo Marchese di Lavello. Ebbe figlie, Lucrezia (ca 1500-) sposa di Giovanni Antonio Caracciolo (1480- ?), Luisa sposa di Tommaso del Balzo 1480-1549, Camilla sposa di Ettore D'Argentio (1480-), Beatrice sposa di Giovanni Battista Del Tufo (1480).